# Саут Вејн (Висконсин)
Саут Вејн (енгл. South Wayne) град је у америчкој савезној држави Висконсин.

## Демографија
По попису из 2010. године број становника је 489, што је 5 (1,0%) становника више него 2000. године.
| Група             | 2000.       | 2010.       |
| Белци             | 482 (99,6%) | 484 (99,0%) |
| Афроамериканци    | 0 (0,0%)    | 3 (0,6%)    |
| Азијати           | 0 (0,0%)    | 0 (0,0%)    |
| Хиспаноамериканци | 0 (0,0%)    | 2 (0,4%)    |
| Укупно            | 484         | 489         |